# Резолуција Генералне скупштине Уједињених нација за изјашњавање Међународног суда правде
А/63/3 је резолуција Генералне скупштине Уједињених нација упућена Међународном суду правде, са захтевом да се изјасни да ли је одлука привремених косовских институција да једнострано прогласе независност у складу са међународним правом.

## Питање из резолуције 63/3
| „ | Да ли је једнострано проглашње независности од стране привремених институција самоуправе на Косову у складу с међународним правом? | ” |

## Разлог подношења нацрта резолуције
Привремене институције самоуправе у Приштини једнострано су прогласиле независност Косова и Метохије 17. фебруара 2008.. Уследела су међународна признања, до 8. октобра 2008, укупно 48 држава. Уз пуну подршку САД, Уједињеног Краљевства и Француске, косовска власт успоставила је државно уређење на Космету.
На ванредној седници Владе Србије одлучено је да се против једностраног акта Приштине бори правним и дипломатским средствима. Српски нацрт резолуције поднет је Генералној скупштини на усвајање која је 17. септембра 2008. сврстала српски захтев у дневни ред 63 заседања.

## Гласање у Генералној скупштини УН
По уврштавању српске иницијативе о нацрту резолуције А/63/Л2 на пробном гласању одржаног 30. септембра 2008, 120 држава чланица од укупно 192 подржало је српски захтев.
Званично заседање одржано је 8. октобра 2008. на којем је после уводне речи председавајућег Мигела Дескотоа, делегатима се обратио Вук Јеремић, министар унутрашњих послова Србије.
| „ | Питање које се поставља је потпуно јасно и уздржава се од заузимања било каквих политичких позиција по питању Косова. Одговор који треба да уследи, у форми саветодавног мишљења, биће заснован на међународном праву, у складу са Статутом и Правилником Међународног суда правде. Хајде да га усвојимо и омогућимо Суду да делује слободно и непристрасно у оквиру својих надлежности. Ми смо уверени да ће Суд знати шта треба да учини и узети у обзир ставове свих заинтересованих држава чланица и међународних организација. | ” |

Реч су затражили и изасланици Уједињеног Краљевства, Албаније, САД, Турске и Мексика.
Након тога уследило је гласање на којем се изјаснило 157 држава. По усвојеном правилнику Генералне скупштине, броје се само гласови за и против, уздржани гласови се не рачунају. Резолуцију Србије подржло је 77 држава док су 6 биле против. Осталих 74 гласа није се рачунало јер се радило о суздржаним државама. Против резолуције Србије гласале су Албанија, Маршалска острва, Микронезија, Науру, Палау и Сједињене Америчке Државе. Либерија иако је била присутна током гласања није се изјаснила у предвиђеном временском року. Њен глас уследио је по закључавању гласачких картица. Представник Либерије накнадно се изјаснио да је против резолуције, али је председавајући одбио глас, те се због тога Либерија сврштава у земље које нису биле присутне. Са 92,7% валидних потврдних гласова, Мигел Деското је прогласио српску резолуцију усвојеном.
| За | Против                                                            | Уздржани | Нису присуствовали | Непризнати |
| --- | ----------------------------------------------------------------- | --- | --- | --- |
| - Алжир - Ангола - Антигва и Барбуда - Аргентина - Азербејџан - Белорусија - Боливија - Боцвана - Бразил - Брунеј - Црна Гора - Чиле - ДР Конго - Џибути - Доминика - Доминиканска Република - Египат - Еритреја - Фиџи - Филипини - Грчка - Гватемала - Гвинеја - Гвајана - Хондурас - Исланд - Индија - Индонезија - Иран - Јамајка - Јужна Африка - Камбоџа - Казакстан - Кенија - Кина - Киргистан - Костарика - Куба - Кипар - Лесото - Лихтенштајн - Мадагаскар - Маурицијус - Мексико - Мјанмар - Намибија - Никарагва - Нигер - Нигерија - Норвешка - Панама - Папуа Нова Гвинеја - Парагвај - Република Конго - Румунија - Русија - Салвадор - Сент Винсент и Гренадини - Северна Кореја - Сингапур - Словачка - Соломонска Острва - Судан - Суринам - Свазиленд - Сирија - Србија - Шпанија - Шри Ланка - Источни Тимор - Танзанија - Уругвај - Узбекистан - Вијетнам - Замбија - Зимбабве | - Албанија - Маршалска острва - Микронезија - Науру - Палау - САД | - Авганистан - Андора - Аустралија - Аустрија - Бахами - Бахреин - Бангладеш - Барбадос - Белгија - Белизе - Бенин - Бутан - Бугарска - Буркина Фасо - Чешка Република - Данска - Екваторијална Гвинеја - Естонија - Француска - Финска - Гана - Гренада - Грузија - Хаити - Хрватска - Холандија - Ирска - Израел - Италија - Јапан - Јемен - Јерменија - Јордан - Јужна Кореја - Камерун - Канада - Катар - Колумбија - Летонија - Либан - Литванија - Луксембург - Мађарска - Македонија - Малезија - Малта - Монако - Монголија - Мароко - Непал - Немачка - Нови Зеланд - Оман - Пакистан - Перу - Пољска - Португалија - Молдавија - Света Луција - Самоа - Сан Марино - Сијера Леоне - Словенија - Шведска - Швајцарска - Тајланд - Того - Тринидад и Тобаго - Уганда - Украјина - Уједињени Арапски Емирати - Уједињено Краљевство - Вануату | - Босна и Херцеговина - Бурунди - Централноафричка Република - Чад - Обала Слоноваче - Еквадор - Етиопија - Габон - Гамбија - Гвинеја Бисао - Ирак - Зеленортска Острва - Кирибати - Комори - Кувајт - Лаос - Либија - Малави - Малдиви - Мали - Мауританија - Мозамбик - Руанда - Свети Китс и Невис - Сао Томе и Принципе - Саудијска Арабија - Сенегал - Сејшели - Сомалија - Таџикистан - Тонга - Тунис - Турска - Туркменистан - Тувалу - Венецуела | - Либерија |
| 77 гласа | 6 гласа *Са Либеријом чији се глас не рачуна 7                    | 74 гласа | 35* гласа *Са Либеријом 36 | 1 глас *Либерија је гласала по закључавању картица, те се њен глас не рачуна и сврстава се у земље које нису биле присутне. |
| Подаци преузети са сајта Блиц онлајн |                                                                   | | | |

### Међународне организације
| Међународне организације |
| Европска унија |
| Гласови - За · - Грчка - Кипар - Румунија - Словачка - Шпанија - Суздржане · Аустрија - Белгија - Бугарска - Данска - Естонија - Ирска - Италија - Летонија - Литванија - Луксембург - Мађарска - Малта - Немачка - Пољска - Португалија - Словачка - Словенија - Велика Британија - Финска - Француска - Холандија - Чешка - Шведска |
| Савет Европе |
| Гласови - За · - Грчка - Кипар - Румунија - Русија - Салвадор - Шпанија - Против · Албанија - Суздржане · - Андора - Аустрија - Белгија - Бугарска - Данска - Естонија - Ирска - Италија - Исланд - Летонија - Литванија - Лихтенштајн - Луксембург - Мађарска - Малта - Молдавија - Немачка - Норвешка - Пољска - Португалија - Словачка - Сан Марино - Словенија - Велика Британија - Финска - Француска - Холандија - Чешка - Шведска |
| НАТО |
| Гласови - За · - Грчка - Исланд - Лихтенштајн - Норвешка - Румунија - Салвадор - Шпанија - Против · Сједињене Америчке Државе - Суздржане · Белгија - Бугарска - Канада - Чешка Република - Данска - Естонија - Француска - Немачка - Мађарска - Италија - Летонија - Луксембург - Холандија - Пољска - Португал - Словенија - Уједињено Краљевство - Одсутне · Турска                                                                   |

Иако се према правилнику Генералне скупштине Уједињених нација државе изјашњавају искључиво самостално а не у оквиру неке међународне организације, ни једна међународна организација није успела да формира јединствен став према резолуцији А/63/3.
- Европска унија — Све чланице имале су своје делегације током гласања. Иако је политика Уније да заступају заједнички став у спољнополитичким питањима, она ни овом приликом није успела да наступи са једногласним ставом. Од 27 држава њих 22 било је суздржано, док су Грчка, Кипар, Румунија, Словачка и Шпанија пружиле подршку Србији. Ни једна земља није гласала против предлога нацрта резолуције.
- Савет Европе — у великој мери био је суздржан од гласања, чак 33 државе. Њих 12 гласале за За, док је Турска била одсутна и Албанија гласала против.
- НАТО — Од 26 чланица савеза само је САД био против предлога нацрта резолуције. Као и Савет Европе, и НАТО је у великој мери био дистанциран од гласања. 19 чланица било је суздржано, док је 5 гласало за резолуцију. Турска није присуствовала.
- Савет безбедности — као најважније тело Уједињених нација било је подељено по питању гласања. Руска Федерација и Народна Република Кина гласало је за подршку Србије, док су Уједињено Краљевство Велике Британије и Северне Ирске и Француста биле суздржане. Једнино је САД гласао против. Од несталних чланица СБ УН Белгија, Буркина Фасо, Италија и Хрватска биле су суздржане док су Јужна Африка, Вијетнам, Индонезија, Костарика и Панама гласале за нацрт резолуције. Либија није присуствовала заседању Генералне скупштине.
- Покрет несврстаних — Велику подршку Србија је имала и од чланица Покрета Несврстаних. Чак њих 45, од 111 држава, гласало је за резолуцију, до је 31 било суздржано. Остале државе нису имале своје представнике. Глас Либерије није се узео у обзир.

## Међународне реакције на резолуцију
Неколико минута по завршетку заседање ГС УН већина светских глобалних медија пренело је вест да је нацрт резолуције Србије усвојен. Једне од првих биле су и српски медији који су преносили заседање (Фокс телевизија и РТС).
Многобројни аналитичар и политичари оценили су позитиван исход гласања у Њујорку као велику дипломатску победу Србије. Међу њима био је и амбасадор Руске Федерације у Београду, Александар Конузин поручивши грађанима Србије да не дају своју земљу.
| „ | Грађани Србије, нека резултати постигнуте политичке победе ојачају вашу веру у праведеност ствари коју браните и охрабри вас за нове напоре. Желим да се придружим речима великог руског писца Александра Солжењицина: „Срби не дајте своју земљу“. Будите сигурни да ће Русија и убудуће бити уз Србију. -Алексадар Конузин, амбасадор | ” |

Само дан од одлуке ГС, уследила су нова признања непризнате државе Косова од стране Скупштине БЈР Македоније и Владе Црне Горе. Посебне реакције у јавности је изазвало признање од стране Црне Горе, с обзиром да оваква одлука није донета у Скупштини Црне Горе, већ ју је донела влада премијера Мила Ђукановића, иако је Црна Гора дан раније гласала у УН за Резолуцију, чиме је подржала захтев Србије. Политичари и јавност у Србији оштро су осудили одлуку ових бивших југословенских држава и прогласили су амбасадора Црне Горе, а потом и Македоније, за персоне нон грате. Поред званичника двеју република, забринутост је истакла и Влада Велике Британије.

## Резолуција у Међународном суду правде
Захтев од стране Генералне скупштине Уједињених нација, упућен Међународном суду правде званично је 10. октобра стигао у Хаг, чиме је формално почела процедура о изјашњавању суда о легалности чина привремене самоуправе на Космету. Иако је првенствено премијер Србије Мирко Цветковић,изјавио да ће се суд о резолуцији А/63/3 изјаснити по хитној процедури, а одлуку донету најкасније до краја 2009. године, вест је демантована.
Шеф Секретаријата Међународног суда правде Лоранс Блерон потврдила је демант Мирка Цветковића, и навела да ће суд донети самостално одуку о брзини решавање спора.
| „ | Што се тиче питања да ли ће тај случај бити разматран у регуларној или хитној процедури, треба само прочитати захтев Генералне скупштине УН да би се видело да се реч 'хитно' нигде не помиње. - Лоранс Блерон | ” |

Суд је одредио 17. април 2009. као крајњи рок за пружање писаних изјава, а поред Приштине и Београда, своје ставове моћиће да изнесу и све чланице Уједињених нација.
Званичници Приштине објавили су да ће њихов експертски тим пред Међународним судом правде предводити британски правник и члан Комисије за међународно право при Уједињених нација, Мајкл Вуд, који је учествовао у обличавању Дејтонског споразума.
Ово је 25 случај, у којем се од Међународног суда, на захтев УН, тражило мишљење у међународним споровима.

## Усмена расправа заинтересованих страна
Међународни суд правде је 9. октобра 2009. саопштио да ће јавна саслушања (усмена расправа) по захтеву за саветодавно мишљење о сагласности са међународним правом једностраног проглашења независности од стране привремених органа самоуправе на Косову и Метохији бити одржана од 1—11. децембра 2009. У саслушањима ће учествовати 30 земаља, као и аутори декларације о независности. За излагање Србије и аутора декларације предвиђено је по 3 часа 1. децембра. Остале државе имаће излагања по 45 минута наредних дана. Распоред саслушања је следећи:
- 1. децембар, 10—13:  Србија
- 1. децембар, 15—18: аутори једностране декларације о независности
- 2. децембар, 10—13:  Албанија,  Немачка,  Саудијска Арабија,  Аргентина
- 3. децембар, 10—13:  Аустрија,  Азербејџан,  Бахреин,  Белорусија
- 4. децембар, 10—13:  Боливија,  Бразил,  Бугарска,  Бурунди
- 7. децембар, 10—13:  Кина,  Кипар,  Хрватска,  Данска
- 8. децембар, 10—13:  Шпанија,  САД,  Русија,  Финска
- 9. децембар, 10—12:15:  Француска,  Јордан,  Норвешка
- 10. децембар, 10—13:  Холандија,  Лаос,  Румунија,  Уједињено Краљевство
- 11. децембар, 10—11:30:  Венецуела,  Вијетнам.

Председник Међународног суда правде, судија Хисаши Овада, је 19. новембра изјавио да саветодавно мишљење Суда неће бити у облику једнозначног, недвосмисленог одговора „да” или „не”. Према Овади, закључак Суда ће бити „на 30 страница” и да ће га „бити просто потребно изучавати”. Професор међународног права Тибор Варади, заступник Србије у спору БиХ против Србије пред МСП, је оценио да је овакав иступ „потпуно неуобичајен”, „неприхватљив” и „за мене као правника шокантан”, и изразио сумњу да је могуће да је дошло до неспоразума. Варади је појаснио како је у случају када Суд даје мишљење а не одлуку, вероватније да оно буде више нијансирано и мање једнозначно, али и да „већи је подвиг Суда и боље урађен посао ако је мишљење једносмислено”. Он је оценио и да ће на крају процеса вероватно бити једно мишљење које ће потписати већина судија, а да је могуће и да ће бити још мишљења које ће потписати по неколико судија, али да се до било ког закључка може доћи тек пошто се чују аргументи странака.

## Мишљење МСП
Веће од четрнаест судија Међународног суда правде, изјаснило се 22. јула 2010. године, у односу 10:4 по питању „Да ли је унилатерална декларација Привремених институција самоуправе на Косову о независности од 17. фебруара 2008. године у сагласности с међународним правом?” мишљењем да Декларација о независности Косова не представља кршење међународног права јер оно не забрањује декларације ове врсте као такве. Аутори декларације нису деловали као привремене институције самоуправе, већ као особе које су заједно деловале изван оквира привремене администрације као и да тиме не признаје само право косовских Албанаца на отцепљење нити га негира, и у складу с тим навео да „Суд није одлучивао о праву на самоопредељење”, а одлуку о даљем процесу решавања проблема Косова препустио је Генералној скупштини УН који је власан да о томе одлучује.

### Резолуција
- А/63/Л.2

### Инострани штампани и електронски медији
*Упозорење: Извештаји страних медија дати су у изворним насловима, објављени 8. октобра 2008.